# Chorologie
Die Chorologie (altgriechisch χώρα chōra „Raum, Stelle, Ort; Land, Gebiet“ und -logie) oder Synchorologie bzw. Arealkunde, veraltet auch Chorographie (siehe -graphie), ist die Lehre vom Raum bzw. der räumlichen Verbreitung der Untersuchungsobjekte einer wissenschaftlichen Disziplin.

## Die Lehre vom Raum
So wie die Chronologie die Lehre von der Zeit darstellt, ist Chorologie (auch Chorografie) allgemein eine Methodik der wissenschaftlichen Phänomenologie mit dem Ziel, räumliche Aspekte von Erscheinungen zu untersuchen. Weil aber allgemein die Physik die Lehre von Raum und Zeit ist, und andere wissenschaftliche Disziplinen sich auf speziellere Räume beziehen (etwa als Geologie auf die Erdkruste, oder als „-geografie“ auf den „Raum“ der Erdoberfläche), ist der Name nur in einigen Fachgebieten geläufig.

## Chorologie in verschiedenen Wissenschaften

### Geographie
In der Geographie gibt es verschiedene konkurrierende Raumkonzepte, die sich nach diesem Schema unterscheiden lassen:
- Ein materialistisches Raumkonzept als Absoluter Raum der traditionellen und chorologischen Geographie,
- ein idealistisches Raumkonzept nach George Berkeley, Immanuel Kant; in der Geographie z. B. Handlungsraum nach der Sozialgeographie nach Benno Werlen,
- ein stufenweises Konzept von „Landschaft“, wie es z. B. Alfred Hettner vertritt,
- eine Historisch-materialistische Konzeption von Raum als räumliche Praxis (nach Henri Lefebvre) mit der Weiterentwicklung des amerikanischen Geographen David Harvey.

### Biologie
Chorologie in der Biogeographie ist die Lehre von der geografischen Verbreitung der Organismen bzw. einzelner Arten und systematischer Sippen.
Das Areal ist das Verbreitungsgebiet einer Art. Die Chorologie beschreibt und klassifiziert die Zusammenhänge zwischen Lebewesen und ihrem Vorkommen. Sie beschäftigt sich dabei sowohl mit dem derzeitigen Zustand als auch mit den Verhältnissen der Vergangenheit und dokumentiert deren Veränderung. Dabei dient sie als Hilfsmittel der Taxonomie, insbesondere aber als der deskriptive Teil der Ökologie (der Lehre von den Lebewesen und ihrer Umwelt).
Sie befasst sich mit der Typisierung von Arealen und der Kausalanalyse, die zu den Arealen führten
- historisch-genetisch: „Ist die Verbreitungsgrenze eine Wandergrenze?“; siehe hierzu Tierwanderung
- aktualistisch: „Ist die Verbreitungsgrenze eine Leistungsgrenze?“

Als Arbeitsmethoden steht die Arealdiagnose zur Verfügung. Da Pflanzen aufgrund ihrer eingeschränkten Mobilität besonders klare Raumzuordnungen ermöglichen, ist vor allem die Florenanalyse entwickelt.

Besondere Bedeutung hat sie im Kontext der Ökologie. 

### Kulturwissenschaften
Im breiten Feld der Kulturwissenschaften, welches von der historischen Analyse kulturpolitischer Aktivitäten bis hin zu den Literaturwissenschaften reicht, erscheint Raum im Spannungsfeld zwischen geographischer Gegebenheit und diese überschreibender kultureller (oder politischer) Deutung (Kulturraumformung).
In der Soziologie ist der Begriff als sozialer Raum z. B. ein Gegenstand der Stadt- und Architektursoziologie.
Seit Ende der 1980er Jahre ist in den Kultur- und Sozialwissenschaften ein verstärktes Interesse an Raumphänomenen entstanden. Diese Hinwendung zu den Raumthemen wird als Spatial turn, „topologische Wende“ oder seltener auch als „raumkritische Wende“ bezeichnet.

### Archäologie
In der Archäologie bezeichnet Chorologie eine Methode zum Finden einer relativen Chronologie, sie wird auch Horizontalstratigraphie oder Belegungschronologie genannt. Eine chorologische Analyse versucht, die systematische Belegung bzw. das systematische Wachstum eines Fundplatzes oder eines Gräberfeldes nachzuvollziehen, mit dem Ziel, untereinander weitgehend zeitgleiche Areale und deren zeitliches Nacheinander herauszuarbeiten.
So wachsen beispielsweise Gräberfelder oft von den ältesten Bestattungen ausgehend von innen nach außen wie eine Zwiebel. Kartiert man auf den Gräberfeld- oder Siedlungsplänen einander ähnliche Funde (Typen), zeichnen deren Verbreitungsbilder die Wachstumszonen nach. Mit vielen solcher Kartierungen lassen sich durch Vergleich die Wachstumszonen rekonstruieren. Trotz der gelegentlich verwendeten Benennung dieses Verfahrens als Horizontalstratigraphie ist es keine archäologische Stratigraphie und hat nicht deren starke Beweiskraft.